# Институт за савремену историју
Институт за савремену историју (ИСИ) је научно-истраживачка установа из Београда, која се бави изучавањем историје 20. века, а посебно историје Југославије.

## Историјат
Институт је основан одлуком Скупштине СФР Југославије и Савезног извршног већа 31. јануара 1969. године, спајањем Одељења за историјске науке Института друштвених наука и Одељења за историју југословенског радничког покрета Института за изучавање радничког покрета.

## Часопис "Историја 20. века"
Институт издање научни часопис "Историја 20. века" од 1983. године. Часопис излази два пута годишње.
Главни и одговорни уредник часописа је др Драгомир Бонџић, а заменик главног и одговорног уредника је др Коста Николић.

## Руководство Института

### Директори
Директори Института за савремену историју су били:
- Перо Морача (1969-1975);
- др Перо Дамјановић (1976-1982);
- др Петар Качавенда (1982-2000);
- др Никола Б. Поповић (2000-2004);
- проф. др Момчило Павловић (2004-2019);
- проф. др Предраг Ј. Марковић (2019-).

Заменик директора Института је др Бојан Димитријевић.

### Управни одбор
Председник Управног одбора Института је др Радомир Поповић. Заменик председника Управног одбора је др Драгомир Бонџић, а одбор има још пет чланова.

## Сарадници
Институт има 13 научних саветника, 6 виших научних сарадника и 10 научних сарадника.:
- Проф. др Предраг Марковић
- др Бојан Димитријевић
- др Коста Николић
- др Ранка Гашић
- др Станислав Сретеновић
- др Драгомир Бонџић
- др Владимир Петровић
- др Горан Милорадовић
- др Срђан Цветковић
- др Јасмина Милановић
- др Милан Гулић
- др Ивана Добривојевић Томић
- др Ратомир Миликић
- др Данило Шаренац
- др Љубинка Шкодрић
- др Милутин Живковић
- др Ивана Пантелић
- др Раде Ристановић
- др Миомир Гаталовић
- др Никола Мијатов
- др Немања Девић
- др Небојша Стамболија
- др Марко Милетић
- др Радосав Туцовић
- др Борис Томанић
- др Лука Филиповић
- др Милош Жикић
- др Илија Кукобат
- др Немања Митровић..